# Gekkan Shōjo Nozaki-kun
Gekkan Shōjo Nozaki-kun (月刊少女野崎くん, Mangá Mensal para Garotas, Nozaki-kun) é um mangá yonkoma de comédia romântica escrito e ilustrado por Izumi Tsubaki. Os capítulos tankōbon foram serializados na revista Gangan Online pela editora Square Enix. A adaptação para anime foi feita pelo estúdio Doga Kobo, e transmitida no Japão entre 6 de julho e 21 de setembro de 2014. A série foi transmitida no Brasil através da Crunchyroll.

## Enredo
Chiyo Sakura é uma estudante do colegial, que está apaixonada pelo seu colega Umetarō Nozaki, mas quando ela declara seu amor, ele confunde-a com uma fã e dá-lhe um autógrafo. Quando ela diz que sempre quer estar com ele, ele a convida para sua casa, para ajudá-lo em alguns desenhos. Chiyo descobre que Nozaki é um famoso mangaká chamado Sakiko Yumeno, autor de mangás shōjo. Ela, então, concorda em ser sua assistente, para poder aproximar-se dele. À medida que trabalham no mangá Vamos Amar (恋しよっ, Koi Shiyo), eles deparam-se com outros colegas que os assistem ou servem como inspiração para os personagens das histórias.

## Personagens

### Protagonistas
Umetarō Nozaki (野崎 梅太郎, Nozaki Umetaro)
Voz de: Yuichi Nakamura
Chiyo Sakura (佐倉 千代, Sakura Chiyo)
Voz de: Ari Ozawa
Mikoto Mikoshiba (御子柴 実琴, Mikoshiba Mikoto)
Voz de: Nobuhiko Okamoto
Yuzuki Seo (瀬尾 結月, Seo Yuzuki)
Voz de: Miyuki Sawashiro
Yū Kashima (鹿島 遊, Kashima Yū)
Voz de: Mai Nakahara
Masayuki Hori (堀 政行, Hori Masayuki)
Voz de: Yūki Ono
Hirotaka Wakamatsu (若松 博隆, Wakamatsu Hirotaka)
Voz de: Ryōhei Kimura

### Personagens secundários
Ken Miyamae (宮前 剣, Miyamae Ken)
Voz de: Kenta Miyake
Mitsuya Maeno (前野 蜜也, Maeno Mitsuya)
Voz de: Daisuke Ono
Yukari Miyako (都 ゆかり, Miyako Yukari)
Voz de: Ayako Kawasumi
Mayu Nozaki (野崎 真由, Nozaki Mayu)
Ryōsuke Seo (瀬尾 遼介, Seo Ryōsuke)

### Personagens do mangá
Mamiko (マミコ, Mamiko)
Voz de: Marie Miyake
Saburo Suzuki (鈴木 三郎, Suzuki Saburō)
Voz de: Mamoru Miyano

## Média

### Mangá
| N.º | Data de lançamento      | ISBN              |
| --- | ----------------------- | ----------------- |
| 1   | 20 de abril de 2012     | 978-4-7575-3566-4 |
| 2   | 22 de novembro de 2012  | 978-4-7575-3777-4 |
| 3   | 22 de junho de 2013     | 978-4-7575-3985-3 |
| 4   | 22 de janeiro de 2014   | 978-4-7575-4203-7 |
| 5   | 22 de julho de 2014     | 978-4-7575-4353-9 |
| 6   | 21 de fevereiro de 2015 | 978-4-7575-4378-2 |
| 7   | 22 de dezembro de 2015  | 978-4-7575-4830-5 |
| 8   | 22 de agosto de 2016    | 978-4-7575-4870-1 |
| 9   | 22 de agosto de 2017    | 978-4-7575-5442-9 |
| 10  | 21 de julho de 2018     | 978-4-7575-5782-6 |
| 11  | 22 de agosto de 2019    | 978-4-7575-6150-2 |
| 12  | 11 de agosto de 2020    | 978-4-7575-6797-9 |
| 13  | 11 de agosto de 2021    | 978-4-7575-7395-6 |
| 14  | 10 de agosto de 2022    | 978-4-7575-8078-7 |
| 15  | 10 de agosto de 2023    | 978-4-7575-8428-0 |
| 16  | 9 de agosto de 2024     | 978-4-7575-9352-7 |

### CD drama
A Frontier Works lançou um CD drama em 26 de junho de 2013, com um elenco diferente ao do anime. Alcançou a posição #32 na Oricon.
- Umetarō Nozaki: Hiroki Yasumoto
- Chiyo Sakura: Asuka Nishi[25]
- Mikoto Mikoshiba: Kenn
- Yuzuki Seo: Miyuki Sawashiro
- Yū Kashima: Chie Matsuura
- Masayuki Hori: Junji Majima
- Hirotaka Wakamatsu: Daisuke Namikawa
- Mamiko: Yukari Tamura
- Saburō Suzuki: Daisuke Namikawa
- Tomoda: Takahiro Mizushima

### Anime
A Media Factory anunciou a adaptação para anime em 21 de março de 2014 e no sítio oficial da série foram carregados vários vídeos que revelaram os principais personagens, elenco, equipa, que se diferem do CD drama. O anime foi produzido pelo estúdio Doga Kobo e dirigido por Mitsue Yamazaki. Yoshiko Nakamura compôs a banda sonora da série. Junichirō Taniguchi desenhou os personagens. A série estreou em 6 de julho de 2014 na TV Tokyo, seguida pelas transmissões da TV Osaka, TV Aichi, TSC, TV Hokkaido, TVQ, AT-X. O tema de abertura, intitulado "Kimi Janakya Dame Mitai" (君じゃなきゃダメみたい, lit. "Parece que não pode ser qualquer um, mas você") foi composto e interpretado por Masayoshi Ōishi, e o tema de encerramento "Uraomote Fortune" (ウラオモテ・フォーチュン) foi interpretado por Ari Ozawa.
Em 25 de julho de 2014, a Sentai Filmworks anunciou o lançamento da série em home video na América do Norte. A Media Factory lançou a série em blu-ray e DVD em 24 de setembro de 2014, em seis volumes.